# 奧爾托納 (佛羅里達州沼澤縣)
奧爾托納（英語：Ortona）是位於美國佛羅里達州沼澤縣的一個非建制地區。該地的面積和人口皆未知。

## 地理
奧爾托納的座標為26°28′47″N 81°18′56″W / 26.47972°N 81.31556°W，而該地的平均海拔高度為7米（即23英尺）。